# Greedy
Greedy é um filme americano do gênero comédia, de 1994, dirigido por Jonathan Lynn e escrito por Lowell Ganz e Babaloo Mandel. O filme é estrelado por Michael J. Fox, Kirk Douglas e Nancy Travis e com Phil Hartman, Ed Begley, Jr., Olivia d'Abo, Colleen Camp e Bob Balaban nos papéis menores. A música original do filme foi composta por Randy Edelman.

## Elenco
- Michael J. Fox .. Danny McTeague, Jr.
- Kirk Douglas .. tio Joe McTeague
- Nancy Travis .. Robin Hunter
- Olivia d'Abo .. Molly Richardson
- Phil Hartman .. Frank
- Ed Begley, Jr. .. Carl McTeague
- Jere Burns .. Glen
- Colleen Camp .. Patti
- Bob Balaban .. Ed
- Joyce Hyser .. Muruel
- Mary Ellen Trainor .. Nora McTeague
- Siobhan Fallon Hogan (creditada como Siobhan Fallon) .. Tina
- Kevin McCarthy .. Barlett
- Khandi Alexander .. Laura Densmore, P.I.
- Tom Mason .. ator "Daniel McTeague Sir."
- Jonathan Lynn .. Douglas, o mordomo
- Francis X. McCarthy .. Daniel McTeague Sr.
- Adam Henderhott .. Joe (com nove anos)
- Eric Lloyd .. Joe (com seis anos)
- Kirsten Dunst .. Jolene
- Lisa Bradley .. Joette
- Austin Pendleton .. funcionário do hotel
- Ryan Zach .. Super Man
- Chris Schenkel .. ele Mesmo

## Recepção
O filme recebeu críticas negativas. Ganhou 29% dos votos de dezessete críticos do Rotten Tomatoes.